# Rai Ryuga Thunder Jet
Ginga Sengoku Gun Yuuden Rai, Thunder Jet (銀河戦国群雄伝ライ Ginga Sengoku Gun Yuuden Rai?) es un Manga creado por Johji Manabe. Fue publicado por la revista Monthly Comic Comp, de la editorial japonesa Kadokawa Shoten, entre 1989 y 1993. La historia se centra en la guerra por el control de las galaxias, por el protagonista un joven llamado Rai Ryuga conocido como «Thunder Jet», y varios enemigos que tienen el mismo objetivo: unificar las galaxias bajo su control. La serie explora las motivaciones y sentimientos de cada uno de los personajes, mostrando un claro mensaje acerca de las consecuencias de la guerra.
Se adaptó una serie en formato Anime en 1994, dirigida por Seiji Okuda y producida por E&G films, TV Tokyo, que cuenta con 52 episodios. El anime fue transmitido en diferentes países de Europa, Asia y en algunas partes de Latinoamérica.
En México fue transmitido por el canal Azteca 7 y en Bolivia por Bolivisión.
En Latinoamérica contó con un doblaje hecho en Colombia supervisado por Provideo S.A.

## Argumento
Después del colapso del Sagrado Imperio de la Galaxia, una batalla por el control de la Constelación de la Vía Láctea se desata entre los Señores de la Guerra. Del caos del espacio exterior emerge un joven guerrero valiente, Thunder Jet. Es un valiente guerrero para sus enemigos pero para otros, es un alma gentil, confiable y leal. Dos poderosas fuerzas aspiran a reinar sobre todo el Imperio, Dan-Joe gobernante de la Región Norte de la Vía Láctea y la Reina Mussamney, gobernante de la Región Sur.
Thunder Jet ve la batalla que sigue y reflexiona sobre el objetivo final. ¿Es el poder y la gloria que estos gobernantes buscan o una Vía Láctea pacífica bajo una sola regla? Thunder Jet se da cuenta de la importancia de esta batalla y el propósito de su destino. Un día Thunder Jet, traerá paz a la Vía Láctea.

## Personajes

### Principales
- Rai Ryuga (Thunder Jet): Soldado nativo del planeta Gojo. Forma parte del ejército de ese planeta. Excelente espadachín, destaca en la toma de Sakura, y gracias a ello obtiene el favor de Dan Jou y Roujina. Es nombrado a la muerte de Dan Jou como virrey de Nankeiro y desde allí organiza la reconquista de Gojo. Es hermano de LanLan y siente algo muy especial por Shimon. Es acosado por Sheila. Sus mejores amigos son su estratega Zizin, y Monk y Task, viejos amigos de tropa.

- Sheila: Originaria de Gojo. Hija de Dan Jou, posesiva y neurótica, intercede por Rai cuando este fue condenado a muerte. Está enamorada de él, pero de una forma obsesiva de la que Rai siempre huirá.

- Shimon: Originaria de Sakura. Hija de Chu-sen y heredera al trono de Sakura. Descendiente de la dinastía del sagrado imperio de las galaxias, es llevada prisionera a Gojo. Odia a Rai, puesto que el mató a su padre, pero poco a poco va descubriendo en él a una nueva persona y siente algo muy especial por él. El ideal de Shimon es el mismo que el de su padre, por lo que siempre que pueda actuará en favor de la paz.

- Lan-Lan : Originaria de Gojo y hermana menor de Rai. Es muy simpática y es la dama de compañía de Shimon. Está enamorada de Task.

### Los cuatro grandes
- Roujina: Primero es general, pero después de su derrota ante Masamune es degradada. Descubre a Rai y lo promueve para nuevos ascensos. Se podría decir que es su madre profesionalmente. Durante la ocupación de Garer es nombrada almirante de flota. Combate siempre en favor de Gojo, y muere durante la batalla de Kinzu.

- Garer: Es un tigre antropomorfo, ambicioso que lleva a cabo una conspiración para tomar Gojo, la cual se lleva a cabo, y ocupa el trono hasta que la tropa de Nankeiro lo combate. Muere asesinado por Gengi.

- Forman: Es el general más cercano a Dan Jou, lo influencia demasiado hasta su muerte, es sumamente ambicioso y odia a los otros tres generales. Muere a manos de Garer cuando éste toma Gojo.

- Gengi: El más extraño y poderoso de todos, muy inteligente y manipulador. Garer cree matarlo incendiando su casa, pero Gengi es un ser espiritual que junto con su fiel sierva Kayan escapa. Se hará presente muchas veces después de su muerte. Durante el reinado de Garer, se le aparece, desquiciándolo. Finalmente él provoca la muerte de Garer.

### La Flota 4077
- Mobik: Miembro de la tropa 4077. Es el primer general que conoce a Rai. Está a las órdenes de Rai desde el primer momento, y siempre lo acompañará fielmente en todas sus batallas.

- Monk y Task: Monk es un enorme hombre dotado de una gran fuerza. Task es el mejor amigo de Monk, es un niño sumamente hábil con el rifle. Ambos pertenecieron a la misma tropa de Rai, lo han seguido desde abajo y son sus mejores amigos. Task siente algo por Lan-Lan.

- Zizín Deikon: Originario de Nankeiro. Maestro perteneciente a la dinastía Deikon. Extremandamente inteligente, utiliza su capacidad de inducción como estratega de Rai. De él dependen todas las victorias y derrotas de Rai. Como su estratega es también un gran amigo que le apoyará en todo momento, le hará ver sus errores y le felicitará en sus aciertos.

- San Raku: Originario de Nankeiro, es el general de la defensa de ese planeta. A la llegade de Rai como virrey, se integra a la tropa 4077, y le ayudará a concretar importantes alianzas. Siempre estará en favor de Nankeiro, y aunque parezca algo torpe y simple, es valiente e inteligente.

- Couen y Caubu: Son padre e hijo. Dos célebres piratas de la región comercial de la frontera sur. Gracias a San Raku integran sus flotas y sus fuerzas en favor de Nankeiro y son dos generales clave en la reconquista de Gojo por Rai.

- Lingzoka: Originario de Nankeiro. Chico dotado de gran cultura e inteligencia, descubierto por LanLán y puesto a las órdenes de San Rakú. Se integra a la flota de Nankeiro y Zizin lo nombra su viceestratega. Funge como estratega durante la batalla de Kinzu, donde Zizin no asiste a petición de Rai.

- Somín: Originario de Gojo, es un anciano ingeniero que creó y dirigió la construcción del Esmeril, y está encargado siempre de las reparaciones del mismo. Durante las batallas se encuentra en el cuarto de máquinas.

- Eizín: Originario de Nankeiro y hermano menor de Zizin. Posee al igual que su hermano, gran inteligencia y es pieza clave en la defensa de Nankeiro. Posteriormente se integra a la flota.

## Música
La banda sonora de la serie fue compuesta por Kaoru Wada.
- Opening:
  - Ikazuchi densetsu por Norihiko Tanimoto.

- Ending:
  - Yume keshou por Mari Sasaki.